# TRIMU 5
Il TRIMU 5 è un agonista selettivo dei recettori μ-oppioidi tipo 2.